# Strandiellum wilhelmshafeni
Genre
Espèce
Strandiellum wilhelmshafeni, unique représentant du genre Strandiellum, est une espèce d'araignées aranéomorphes de la famille des Sparassidae.

## Distribution
Cette espèce est endémique de Nouvelle-Guinée.

## Publication originale
- Kolosváry, 1934 : Neue Spinnen aus Australien und Neu-Guinea. Folia zoologica et hydrobiologica, Riga, vol. 7, p. 44-48.